# Brian Bevan
Pour les articles homonymes, voir Bevan.

a Compétitions nationales et continentales officielles uniquement.

b Matchs officiels uniquement.
Brian Eyrl Bevan (né le 24 juin 1924 à Bondi, Australie, et décédé le 3 juin 1991 à Southport, Angleterre) était un joueur australien de rugby à XIII. Il évoluait au poste d'ailier et est entré dans la légende en marquant 740 essais pour Warrington RLFC. Il est le seul joueur à être introduit à la fois dans le temple de la renommée australien et dans le temple de la renommée britannique.

## Carrière
Fils de l'ancien joueur de Eastern Suburbs, Rick Bevan, Brian commença sa carrière en jouant pour Easts à 1942. Il a joué 7 matchs avec le club du centre-ville de Sydney et na marqua aucun essai.
Quand la Seconde Guerre mondiale commence, il s'engage dans la marine australienne en Angleterre, il amène avec lui une lettre de recommandation d'un coéquipier de Eastern Suburbs. Après avoir été à l'essai à Leeds et à Hunslet, il signe pour Warrington. Lors de se première saison, il marque 48 essais. Durant la saison 1952-53, il marque 72 essais, seul Albert Rosenfeld en a marqué plus en une saison (78 en 1911-12 et 80 en 1913-14). Pendant la saison 1953-54, il devient le meilleur marqueur d'essais de l'histoire du championnat quand il dépasse les 446 essais de Alf Ellaby. En 1962, il termine sa carrière à Blackpool Borough entre 1962-64.
Au niveau international, il joua aussi pour la sélection des Autres Nationalités et pour l'équipe de l'Empire britannique. Durant toute sa carrière, il marqua 796 essais toutes compétitions confondues.

## Palmarès
- Collectif :
  - Vainqueur de la Coupe d'Europe des nations : 1953 et 1956 (Autres Nationalités).
  - Vainqueur du Championnat d'Angleterre : 1948, 1954 et 1955 (Warrington).
  - Vainqueur de la Challenge Cup : 1950 et 1954 (Warrington ).
  - Finaliste de la Coupe d'Europe des nations : 1950, 1951 et 1954 (Autres Nationalités).
  - Finaliste du Championnat d'Angleterre : 1949, 1951 et 1961 (Warrington).

## Hommage

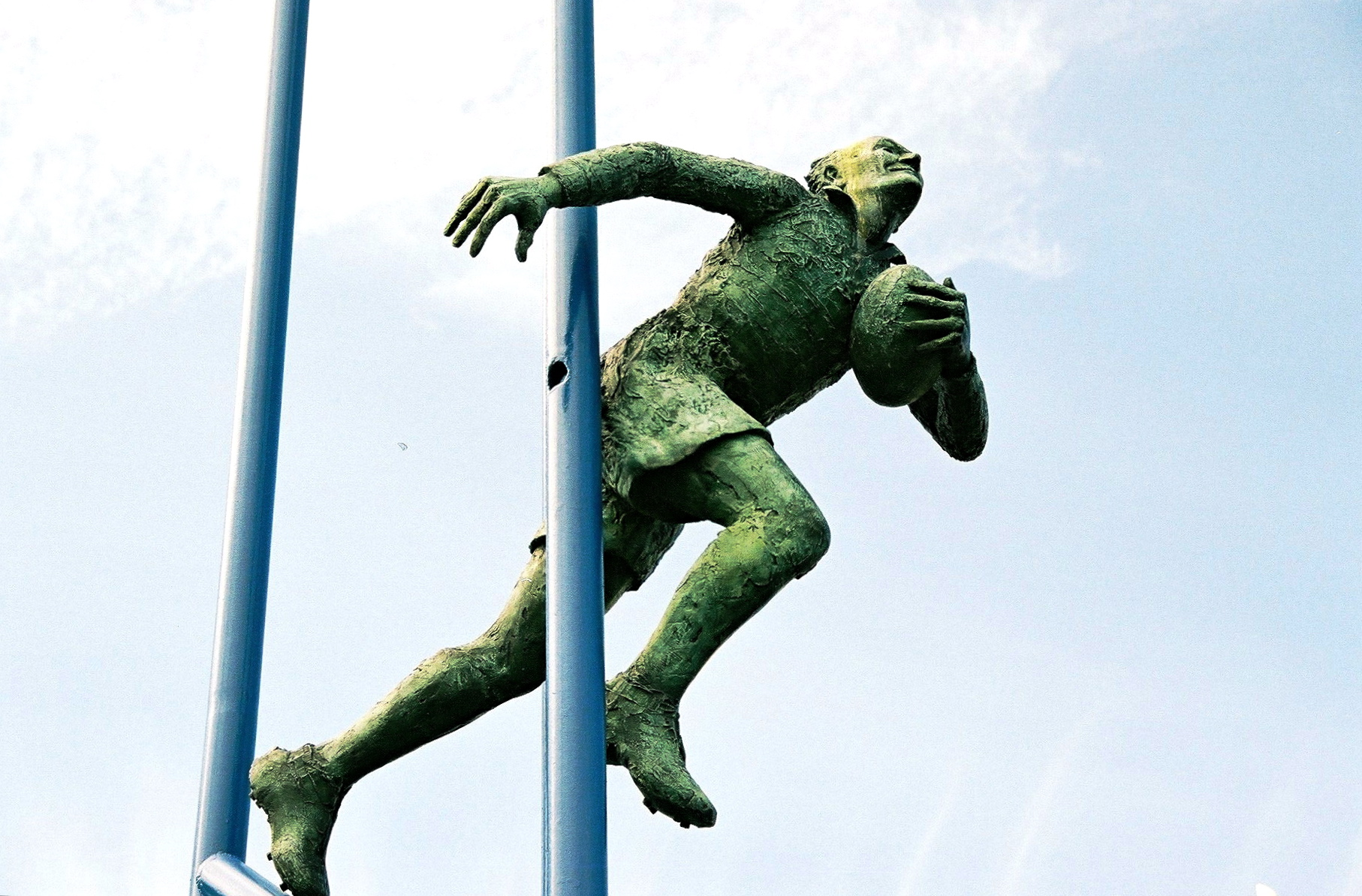
Statue de Brian Bevanau au Halliwell Jones Stadium

En 1988, il est introduit au temple de la renommée du rugby à XIII britannique et en 2005, au temple de la renommée du rugby à XIII australien (seul joueur à être présent dans les 2). À l'instar de Puig-Aubert, une statue est érigée à son honneur au Halliwell Jones Stadium. En février 2008, il est nommé parmi les 100 meilleurs joueurs australiens de la période 1908-2007. Il fait partie aussi de la sélection australienne du centenaire du rugby à XIII australien.